# 阿修罗 (漫画)
阿修罗（アシュラ），是喬治秋山于1970年8月2日连载于讲谈社旗下漫画杂志《週刊少年Magazine》上的作品。由其原作改编之动画电影于2012年9月29日在日本上映。
由于作品中有对天灾过后人间惨象的赤裸描写以及相食人肉、母欲食子的残酷情节，導致当期杂志在神奈川县被认定为有害图书，禁止向未成年人发售。紧随其后，各自治团体也就相关社会问题展开大讨论。

## 简介
平安時代末的日本，天灾人祸、世道离乱、横尸遍野的饑荒，超过8万人死亡。在这个人吃人的恐怖时代，一条受到诅咒的生命降临於人间。他在婴儿时期就被母亲遗弃，被迫学会了在野外生存的手段，以人肉为食，成为令人闻风丧胆的食人魔。直到与慈悲的法师相遇，他才终于有了名字“阿修罗”，一句“南无阿弥陀佛”更在阿修罗的心中种下人性复苏的种子。在被人追杀的绝望途中，阿修罗獲得美丽少女若狭给他之无微不至的关怀与照顾，少年野兽般的心底因而绽放出善良的花朵。可是在兵荒马乱、人性沦丧的时代，他的美好期望相继落空，留给阿修罗的究竟是什么？
人，何以为人，人性的拷问之作。

## 登场人物
阿修罗（配音：野泽雅子）
法师（配音：北大路欣也）
若狭（配音：林原惠）